# أحمر الشفاه (ألبوم يونا)
أحمر الشفاه (بالإنجليزية: Rouge)‏ هو الألبوم الدولي الرابع للمغنية وكاتبة الأغاني والممثلة الماليزية يونا. تم إصدار الألبوم، الذي شهد تعاونها مع العديد من الأعمال العالمية، في 12 يوليو 2019، من قبل شركتي Verve Forecast Records و مجموعة يونيفرسال الموسيقية. تم إصدار خمس أغاني من الألبوم كأغاني فردية. تم تسجيل Rouge، وهو الألبوم السابع لـ يونا بشكل عام، بين عامي 2017 و2019.

## قائمة الأغاني
1. Castaway (منبوذ)
2. Blank Marquee (لوحة فارغة)
3. (Not) The Love of My Life ((ليس) حب حياتي)
4. Teenage Heartbreak (كسر قلب المراهقين)
5. Pink Youth (الشباب الوردي)
6. Forget About You (انساك)
7. Likes (الإعجابات)
8. Amy (إيمي)
9. Does She (هل هي)
10. Forevermore (إلى الأبد)
11. Tiada Akhir (لا نهاية)

### روج/أحمر الشفاه– النسخة اليابانية (مسار إضافي)[5]
1. Lessons (الدروس)